# 스카이가드
스카이가드는 미국 노스럽 그러먼이 개발중인 단거리 미사일, 로켓포, 대포, UAV, 순항미사일 요격용 레이저포 시스템이다. 화학 레이저를 사용하는데, 한 번 발사에 1,000 달러(백만원)이 들어, 매우 싸다. 아이언돔은 한 발에 5천만원이란 비용이 문제되었다.
미국 노스럽 그러먼과 이스라엘 국방부가 합작개발한 전술 고에너지 레이저(Tactical High-Energy Laser, THEL)의 후속버전이다.

## 같이 보기
- 레이저 무기 시스템